# Zeals
Zeals è un villaggio e una parrocchia civile della contea del South Wiltshire situato a poco più di 2 miglia da Mere, Sud Ovest dell'Inghilterra, Regno Unito.

## Geografia

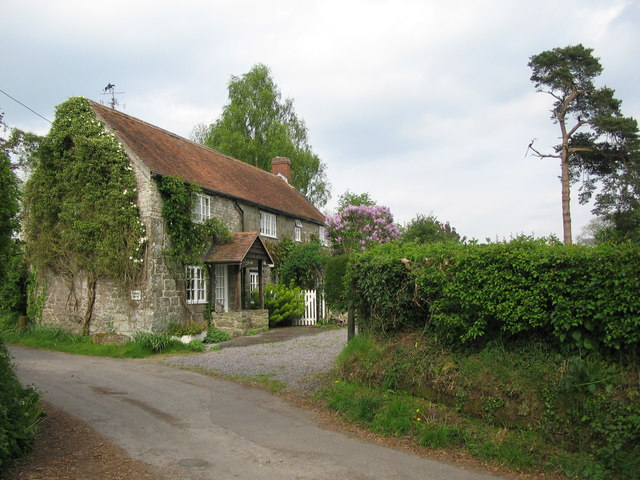
Wolverton

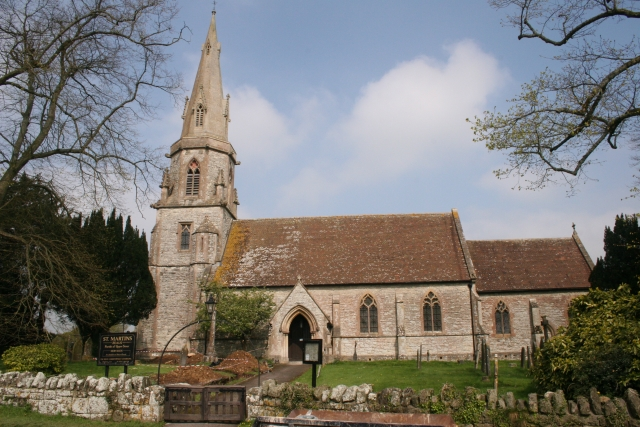
Chiesa di San Martino

Il territorio comprende i villaggi di Long Cross, White Cross, Lower Zeals e Wolverton ed il fiume Stour forma il suo confine occidentale.

## Storia
Il toponimo Zeals deriva dall'inglese antico sealh che significa salice o piccolo salice e il nome antico era Seale o Sela altre simili varianti. Nel territorio ci sono stati insediamenti neolitici, dell'età del bronzo e dell'età del ferro e nella zona e si sono conservati tumuli di ciottoli su Mappledine Hill a sud-est di Zeals House. Il sito di Pen Pits, che si trova in parte a Stourton e Penselwood, mostra attività preistoriche e sia tardo-medievali che post-medievali. È probabile che ci fossero insediamenti sparsi in questo angolo sud-occidentale del Wiltshire, che faceva parte della foresta di Selwood. La zona di Zeals stessa fu aggirata da una prima rotta est-ovest attraverso le colline a nord, quindi non ci sarebbe stato alcun insediamento nucleato, ma è molto probabile la presenza di una serie di proprietà agricole. I re sassoni e normanni avevano una residenza di caccia a Gillingham e la zona fu soggetta alla severissima legge forestale normanna.
A nord del villaggio di Zeals, accanto al villaggio di Stourton e alla tenuta di Stourhead, si trova il sito dell'ex RAF Zeals, che ospitò il No. 66 Squadron RAF. L'aeroporto operò tra il maggio 1942 e il giugno 1946. Durante questo breve periodo fu utilizzato dalla Royal Air Force, dalle United States Army Air Forces e dalla Royal Navy. Da marzo 1944 l'aeroporto tornò alla RAF che vi piazzò caccia per intercettare i bombardieri tedeschi in arrivo. Dopo il D-Day la RAF utilizzò l'aeroporto per l'addestramento con gli alianti in preparazione all'azione contro il Giappone e nell'aprile 1945 l'aeroporto fu trasferito alla Royal Navy. L'aeroporto chiuse il 1° gennaio 1946 e nel giugno 1946 fu restituito alla comunità per l'ulizzo come terreno agricolo.

## Monumenti e luoghi d'interesse
Nel territorio di Zeals sono presenti vari edifici e punti di interesse. Tra questi:
- Chiesa di San Martino. Appartiene alla diocesi di Salisbury, è stata edificata nel XIII secolo e dal 6 gennaio 1966 è un monumento classificato di secondo grado per il suo particolare interesse storico e architettonico. Venne consacrata il 14 ottobre 1846 su un terreno donato dal Duca di Somerset. Il progetto per la sua costruzione venne affidato a Sir George Gilbert Scott e l'archietto Moffat e come materiale fu usata la pietra estratta localmente, con rivestimenti in pietra Bath Oolite.[6][9][10]
- Zeals House. Zeals House è una casa di campagna considerato un monumento classificato di primo grado. Fu costruita alla fine del XIV secolo e successivamente modificata nel XVII, XVIII e XIX secolo. La casa è disabitata in stato di abbandono.[11]